# Xocolatlita
La xocolatlita es un mineral telurato encuadrado en la clase de los minerales sulfatos. Fue descubierta en la mina Bambolla en Moctezuma, en el estado de Sonora (México), siendo aprobada en 2007 y nombrada así en alusión a su color marrón-chocolate y a una palabra derivada del idioma náhuatl que se aplica a una bebida popular de la localidad donde fue descubierto. Un sinónimo es su clave IMA2007-020.

## Características químicas
Es un telurato hidratado de calcio y manganeso, que cristaliza en el sistema cristalino monoclínico, probablemente relacionado con la kuranakhita.

## Formación y yacimientos
Se ha encontrado en un yacimiento de minerales del telurio en Sonora (México) y en minas de Génova (Italia), lugares en donde aparecía asociado a otros minerales como: schmitterita, cuarzo, jarosita, eztlita, emmonsita o barita.